# كأس العالم 2010 المجموعة الخامسة
مباريات المجموعة الخامسة من كأس العالم لكرة القدم 2010 سوف تلعب من 14-24 يونيو. تتكون المجموعة من أربعة منتخبات، أوربيين وآسيوي وإفريقي هما، هولندا، الدنمارك، اليابان والكاميرون.

|  |

| فريق      | النقاط | فرق | عليه | له | خ | ت | ف  | لعب |
| --------- | ------ | --- | ---- | -- | - | - | -- | --- |
| هولندا    | 3      | 3   | 0    | 0  | 5 | 1 | +4 | 9   |
| اليابان   | 3      | 2   | 0    | 1  | 4 | 2 | +2 | 6   |
| الدنمارك  | 3      | 1   | 0    | 2  | 3 | 6 | −3 | 3   |
| الكاميرون | 3      | 0   | 0    | 3  | 2 | 5 | −3 | 0   |

تكون حظوظ التأهل للدور الثاني قبل أخر جولة كالأتي:
| لو:                        | الدنمارك فازت على اليابان | الدنمارك تعادلت مع اليابان | اليابان فازت على الدنمارك |
| الكاميرون فازت على هولندا  | هولندا، الدنمارك          | هولندا، اليابان            | هولندا، اليابان           |
| الكاميرون تعادلت مع هولندا | هولندا، الدنمارك          | هولندا، اليابان            | هولندا، اليابان           |
| هولندا فازت على الكاميرون  | هولندا، الدنمارك          | هولندا، اليابان            | هولندا، اليابان           |

## الاستعدادات
قرر برت فان مارفايك مدرب منتخب هولندا خوض 4 مباريات وديًا استعدادًا للبطولة حيث استطاع التغلب على الولايات المتحدة والمكسيك بنفس النتيجة 2-1، غانا 4-1، والمجر 6-1.
خاض منتخب اليابان تحت قيادة المدرب تاكيشي أوكادا 10 مباريات بين رسمية وودية استعدادًا للبطولة. ضمن تصفيات كأس الأمم الآسيوية تغلب على اليمن 3-2 وعلى البحرين 2-0 بينما في بطولة شرق آسيا تعادل مع الصين سلبيًا وتغلب على هونغ كونغ 3-0 وخسر من كوريا الجنوبية 1-3. في بطولة كأس كيرين الودية تعادل سلبيًا مع فنزويلا ثم خسر من صربيا 0-3 ومن كوريا الجنوبية 0-2. قبل بداية البطولة لعب منتخب اليابان مباراتين وديتين حيث خسر من إنجلترا 1-2 ثم من ساحل العاج 0-2.
مورتن أولسن الذي يدرب منتخب الدنمارك منذ سنة 2000 قرر خوض 4 مباريات ودية حيث استطاع التغلب على السنغال 2-0 وخسر من النمسا 1-2 ومن أستراليا وجنوب إفريقيا بنفس النتيجة 0-1.
الفرنسي بول لوجوين الذي يدرب منتخب الكاميرون من يوليو 2009 فقط فقد شارك في بطولة كأس الأمم الإفريقية لكرة القدم 2010 حيث خسر من الغابون 0-1 ثم فاز على زامبيا 3-2 ثم تعادل مع تونس 2-2 ليتأهل إلى الدور الربع النهائي ليخسر من حاملة اللقب مصر 1-3. ثم قرر لوجوين خوض 5 مباريات ودية حيث لم ينجح في تحقيق أي فوز بل كانت النتائج التعادل مع إيطاليا وجورجيا سلبيًا ومع سلوفاكيا 1-1 بينما خسر من البرتغال 1-3 ومن صربيا 3-4.

## التشكيلات
قرر فان مارفايك الابتعاد عن المفاجئات واستدعى كل لاعبي منتخب هولندا المميزين، ولم يواجه أي انتقادات لعدم استدعائه المهاجم رود فان نستلروي بسبب تواضع أدائه في موسم 2009-2010. وكاد فان مارفايك أن يستبعد الجناح أرين روبين بسبب الإصابة ولكنه استطاع التعافي في الوقت المناسب.
أثار قرار أولسن استبعاد لاعب الوسط مايكل سيلبرباور الكثير من الاستهجان خصوصًا أنه قدم أداء عالي المستوى مع ناديه أوتريخت الهولندي وفي التحضيرات للبطولة.
لم يخرج أوكادا عن الأسماء التقليدية التي تلعب لصالح منتخب اليابان في الفترة الأخيرة.
قرر لوجوين الاعتماد على بعض المخضرمين فقرر استدعاء حارس المرمى سليمانو حميدو (36 سنة)، المدافع ريغوبرت سونغ (33 سنة)، الظهير جيرمي (31 سنة)، والمهاجم محمدو إدريسو (30 سنة).

## المباريات

### هولندا-الدنمارك
تحدث المهاجم الهولندي ديرك كاوت عن تعلم زملائه من أخطاء الماضي وأنهم عازمون على تحقيق الفوز على الدنمارك  بينما يستعد حارس المرمى إدوين فان در سار لاعتزال اللعب الدولي بعد نهاية البطولة وهو يبلغ من العمر 40 سنة حيث لعب قبل بداية البطولة 130 مباراة دولية. أبدى لاعب الوسط ويسلي شنايدر عن عدم شعوره بالتعب واستعداده لتقديم جل جهوده لصالح منتخب بلاده. تعرض المدافع خالد بولحروز للإصابة في الكاحل  ولكنه استطاع التعافي قبل بداية المباراة. رشح رافائيل فان در فارت منتخب بلاده للفوز بالبطولة  بينما يطمح المهاجم روبين فان بيرسي بالتأهل إلى الدور النصف النهائي. اعتذر الجناح إلييرو إليا عن قذفه الجالية المغربية مؤكدا أن ملف الفيديو الذي تم نشره كان يقصد منه المزاح مع صديقه المغربي رضوان. قال لاعب منتخب هولندا السابق رود غوليت بأن فان بيرسي سيكون نجم البطولة  بينما قال لاعب الوسط السابق إدغار ديفيدز بأن الوقت حان لتحقيق لقب البطولة. قال مدرب الناشئين السابق رينيه هسل بأن فان بيرسي أفضل من البرتغالي كريستيانو رونالدو. في الجانب الآخر قال حارس المرمى الدنماركي توماس سورينسن بأنه مستعد للبطولة تماما  ولكن زميله المهاجم سورين لارسين قال بأنه من المستحيل تحقيق لقب البطولة. قال لاعب منتخب الدنمارك السابق يان مولبي بأن لدى منتخب بلاده مدرب خبير ولاعبون أصحاب خبرات كبيرة يستطيعون من خلالها تشكيل مشكلة أمام منتخب هولندا. بدأت المباراة في تمام الساعة الواحدة والنصف بالتوقيت المحلي. بدأ الشوط الثاني بفرصة لفان بيرسي في الدقيقة الأولى فاندفع سورنسن ناحيته ليلتف الهولندي للخارج ويلعب كرة عرضية ذات ارتفاع قاتل خدعت المدافع الأسمر سيمون بولسين الذي انزلقت الكرة من على رأسه لتصطدم بدانييل آغر وترتطم بالقائم وتسكن المرمى. في الدقيقة 85 مرر شنايدر الكرة مرسلاً إيليا لانفراد فلعبها على يسار سورنسن لتصطدم بالقائم وتجد المتابع كاوت الذي لم يجد صعوبة في وضعها في المرمى مسجلا الهدف الثاني لتنتهي المباراة بفوز الهولنديين. بعد نهاية المباراة قال شنايدر بأنه من السابق لأوانه الحديث عن الفوز بالبطولة  بينما قال المدرب فان مارفايك بأن الدنماركيون لعبوا بطريقة دفاعية ولذلك التزمنا بالصبر من أجل إيجاد ثغرات في الخط الخلفي. وفي الجانب الآخر فقد قال المدرب أولسن بأن مدافعه بولسين منح منتخب هولندا النقاط الثلاث  بينما قال مدافع منتخب الدنمارك السابق مارتن لاورسن أن الخسارة طبيعية نظرا لقوة المنتخب الهولندي. اعترف سورينسن بأن زملائه ارتكبوا الكثير من الأخطاء  بينما قال آغر بأن زميله المهاجم نيكولاس بيندتنر واجه صعوبة في التأقلم من أسلوب لعب منتخب الدنمارك.

### اليابان-الكاميرون
أكد لاعب الوسط الياباني كيسوكي هوندا بأن منتخب بلاده سيلعب بطريقة هجومية  وفي نفس الوقت فإن المدافع البرازيلي الأصل ماركوس توليو تاناكا انتقد مدربه أوكادا الذي يلعب بطريقة تقتل الإبداع. قال تاكيدا بأنه سيحاول ايقاف منتخب الكاميرون بالكامل وليس فقط صامويل إيتو  بينما قال لاعب منتخب اليابان السابق هيديتوشي ناكاتا بأن اليابان ستتغلب على الكاميرون لأنه لدينا لاعبون ممتازون. في الجانب الآخر فإن لوجوين أعرب عن سعادته للمنافسة القائمة بين لاعبي منتخب الكاميرون في جميع المراكز  بينما قال قائد منتخب الكاميرون إيتو بأنه يرغب في تحقيق لقب البطولة. بدأت المباراة في تمام الساعة الرابعة بالتوقيت المحلي. غابت الفاعلية في هذا اللقاء على المرميين بالصورة المتوقعة فقد غلب عليها طابع الحذر والتكتيك المفرط من كلا المدربين. مررت عرضية عكسية بالقدم اليسرى من على جهة اليمين من اللاعب دايسوكي ماتسوي مرت من فوق الرؤوس لتهبط على قدم هوندا الخالي من الرقابة تماماً والذي تسلم الكرة ثم سددها بوجه قدمه في الزاوية الضيقة ليعلن عن تقدم اليابان في الدقيقة 39 ولتنتهي المباراة بهذه النتيجة. بعد نهاية المباراة فقد قال تاكيدا أن المهم هو تحقيق الفوز وأن طريقة منح الكاميرونيين الكرة ثم الضغط عليهم قد أتت ثمارها بينما قال هوندا أنه سبق له تسجيل هدف بنفس الطريقة أما قائد منتخب اليابان ماكوتو هاسيبي فأكد أنهم استطاعوا أن يفرضوا أسلوبهم في الملعب. وفي المقابل اعترف لوجوين أن لاعبيه افتقدوا للنظام في اللعب مما كلف 3 نقاط مهمة.

### هولندا - اليابان
قال قائد منتخب هولندا جيوفاني فان برونكهورست مع اللعب الجيد يصبح من السهل الفوز بالمباريات لكن في مباراة صعبة لابد من تعلم الحفاظ على المركز وهو ما فعلناه اليوم. هولندا تمتعت دوما بتقليد اللعب الجماعي لكننا في النهاية لم نكن قادرين قط على الفوز. أتمنى أن نحققه هذه المرة. قال لاعب الوسط الهولندي ذو الأصول المغربية إبراهيم أفيلاي لا أريد أن أتحدث عما إذا كانت التغييرات قد أحدثت الفارق، إنه شأن الصحفيين. إنني مستمتع بذلك (المشاركة في كأس العالم) بشكل كبير وأعتقد أن كأس العالم شيء يحلم به الجميع منذ الصغر والمشاركة فيها الآن شيء رائع. إنه المستوى الذي يرغب الجميع في اللعب فيه سواء كنت لاعبا شابا أو لاعبا كبيرا. الجميع يرغب في تقديم مستوى جيد والمشاركة في كأس العالم. أحاول تقديم أفضل ما لدي وبعدها أرى ما سأجنيه من ذلك. إن اللاعبين يتحمسون بشكل كبير بالدعم الذي يتمتعون به في الملاعب. عندما ترى المشجعين يرتدون جميعهم ملابس باللون البرتقالي تشعر بأنك تلعب في بلادك. الأجواء هنا جيدة للغاية وهذا يمنح اللاعبين شعورا جيدا. بالطبع اعتبارنا واحدا من المنتخبات المرشحة يشكل بعض الضغوط علينا ولكنه يمنحنا الثقة أيضا. لكنني لا أعتقد أننا ننفرد بان لدينا فريقا جيدا فهناك العديد من المنتخبات الأخرى في كأس العالم لذلك سنرى ما يحدث. قال المدير الفني للمنتخب الهولندي برت فان مارفايك لن نستهين بهم، كلا الفريقين يرغبان في الفوز. دائما ما أركز على فريقي ولكن لا أعدل توجهاتي استنادا إلى أي شيء. ما زال الطريق طويلا قبل النهاية، الشيء الأكثر أهمية هو تحقيق الفوز غدا. قال المدير الفني للمنتخب الياباني تاكيشي أوكادا إننا سنلعب على أعلى مستوى أمام فريق رائع. إنه أحد المنتخبات المرشحة بقوة للفوز بكأس العالم. إننا سعداء للغاية ونعرف تماما مدى تطور المنتخب الهولندي ولكننا نعتقد أن لدينا فرصة لتحقيق الفوز، إننا نساند أنفسنا ولدينا الطاقة والقوة. قبل المباراة أمام الكاميرون وضعنا صور اللاعبين على الحائط ولكننا لسنا بحاجة إلى ذلك قبل هذه المباراة لأننا نعرفهم (لاعبي المنتخب الهولندي). كانت فرصتنا محدودة في مواجهة منتخبات من الطراز العالمي من قبل لذلك ستسمح لنا هذه المواجهة في التعرف على نقاط القوة والضعف في فريقنا. إننا نشاهد المنتخب الهولندي منذ سبتمبر الماضي وأدركنا أنه فريق تطور بالفعل. النتيجة هي الشيء الأهم. لا يهمني حقا إذا تعادلنا سلبيا أو تأخرنا بهدف في الشوط الأول بل ما يهمني هو النتيجة النهائية للمباراة فمباراة كرة القدم لا تنتهي إلا مع صفارة النهاية والنتيجة حينذاك هي التي تهم. قال قائد منتخب اليابان ماكوتو هاسيبي نتيجتنا الجيدة جعلت الأجواء جيدة ومنحتنا ثقة كبيرة ولكن رغم أن المنتخب الهولندي فريق مهاجم بشكل جيد ويضم لاعبين بارزين حقا، أحب أن أقول إننا لا يجب أن نشعر بأننا صغار حتى إذا كان الفريق المنافس يضم أسماء كبيرة. امتدح المدرب البوسني إيفيكا أوسيم المنتخب الياباني والذي تمكن من الانتصار على منتخب الكاميرون حيث قال لقد طبق اللاعبين الخطط التكتيكية بالشكل الصحيح ليلعبوا بشجاعة ولقد لعبوا ببراعة لينجحوا في تحقيق نتيجة إيجابية للكرة اليابانية. في مباراة الأمس كان هوندا يلعب كقائد للمنتخب بسبب مجهوده الكبير بالمباراة فالهدف الذي أحرزه أعتمد على تمركزه الممتاز، تمركز هوندا داخل منطقة الجزاء ساعده في التقاط الكرة والتحكم بها قبل دخول مدافعي الكاميرون. هدف هوندا الوحيد سيساهم في انتشار صوره بالصحف بشكل مبالغ وهذا الأمر يعتبر خطير على اللاعب وأيضا على المنتخب الياباني. في مباراة الأمس كنت أشعر بالقلق من قيام أحد المدافعين بإحراز هدف على مرماه بالخطأ إلا أنهم استفادوا من أخطائهم السابقة لينجحوا في خطف النقاط. لاعبي الكاميرون كانوا في مستوى ضعيف ليلعبوا بشكل سلبي، المهاجم صامويل إيتو لم يقدم مستواه المعهود بل كانت قدراته محدودة أمام صلابة مدافعي اليابان، مستوى الكاميرون الحالي لا يساعدهم في الفوز بأي مباراة. لقد شاهدنا في آخر 15 دقيقة ضغط هجومي رهيب من الكاميرون وهذا الأمر سبب متاعب للمنتخب الياباني ولكن في المباراتين القادمتين أمام هولندا والدنمارك سيكون الضغط الهجومي من بداية المباراة ولهذا على لاعبي اليابان اللعب بطريقة منظمة بجانب التحلي بالصبر واليقظة من الهجمات المتواصلة للهولنديين والدنماركيين. امتدح المدرب الأسبق للمنتخب الياباني فيليب تروسيه المنتخب الياباني والذي حقق فوزاً مهماً على حساب منتخب الكاميرون حيث قال من وجهة نظري أرى أن لاعب الوسط دايسوكي ماتسوي هو رجل المباراة فقد شاهدنا قدرة ماتسوي على ضبط إيقاع اللعب بوسط الملعب وزيادة خطورة هجوم منتخبه بالجهة اليمنى وبل قام بصناعة الهدف المهم لمنتخب بلاده ليكون بالفعل رجل المباراة. هوندا يعتبر من أهم اللاعبين بالمنتخب الياباني بحيث شكل خطورة في الخطوط الأمامية بجانب زميله المهاجم يوشيتو أوكوبو ليشكلوا مثل هجومي قوي مع ماتسوي وهذا الأمر أعاد الثقة للاعبي المنتخب الياباني، أنا أعتقد بأن كيسوكي هوندا سيكون هيديتوشي ناكاتا الجديد لأن هوندا يمتلك القدرات التي ستساعده في أن يكون خليفة النجم الكبير ناكاتا. بفضل خبرته في الدوري الفرنسي والتي استمرت لخمسة سنوات تمكن ماتسوي من الاحتكاك بقوة مع اللاعبين الكاميرونيين فهو من اللاعبين الذين بإمكانهم مواجهة اللاعبين الأفارقة الذين يتميزون بالأجساد القوية. لقد كان مستوى لاعبي الكاميرون ضعيف وبل كانوا في هذه المباراة متعجرفين ليستخفوا بلاعبي منتخب اليابان إلا أن نجاح هاسيبي وياسوهيتو إندو ويوكي أبي وماتسوي في إغلاق المنافذ الدفاعية جعل الكاميرونيين عاجزين عن تقديم أي مستوى فني جيد. مواجهة هولندا تحمل عدة توقعات فنسبة فوز اليابان ستكون 20 بالمائة ونسبة التعادل ستصل إلى 40 بالمائة ولكن كل الترشيحات تتجه لفوز هولندا بنسبة 100 بالمائة ولهذا على الجميع أن يبذل قصارى جهدهم لأن المباراة ستكون صعبة. في المباراة السابقة أمام الكاميرون كانت الخطة 4/3/2/1 مع الاعتماد على هوندا في الهجوم ولكن أنصح أوكادا بأن يعتمد على عنصر المفاجئة بمباراة هولندا. الاعتماد على لاعبين جدد لم يشاركوا بمباراة الكاميرون مثل جونيتشي إيناموتو وكينغو ناكامورا وكيجي تامادا وشينجي أوكازاكي مع الاعتماد على الركائز الأساسية مثل القائد هاسيبي وماتسوي ويوشيتو أوكوبو وهوندا والذي يعتبرون مفاتيح اللعب للمنتخب الياباني. لاعب المحور يوكي آبي يعتبر لاعب مهم ولكن مركزه الحساس يعرضه للإرهاق ولهذا ينبغي تطبيق مبدأ التناوب بين اللاعبين الأساسيين لأنه في حال التعادل مع هولندا سنكون في حاجة للفوز على الدنمارك حتى نتأهل للدور الثاني. بدأت المباراة في تمام الساعة الواحدة والنصف بالتوقيت المحلي. أسفر الضغط الهولندي عن هدف التقدم في الدقيقة 53 بعدما فشل روبن فان بيرسي في تسديد الكرة من داخل منطقة الجزاء تحت ضغط الدفاع الياباني لتصل الكرة في النهاية إلى ويسلي شنايدر خارج منطقة الجزاء حيث سددها قوية بيمناه في الزاوية البعيدة على يسار الحارس الياباني إيجي كواشيما محرزا هدف التقدم. تم اختيار لاعب وسط منتخب هولندا ويسلي شنايدر أفضل لاعب في المباراة. دافع المدير الفني للمنتخب الهولندي بيرت فان مارفيك عن طريق لعب المنتخب في المباراة التي فاز فيها على نظيره الياباني قائلا أحب الطريقة التي لعبت بها أسبانيا في مباراتها الأخيرة ولكنها خسرت. نريد تقديم أداء سريع، نتحرك ونخلق الفرص ولكن هذا يكون صعبا أمام فريق يرد على أخطاءنا. كان الأمر مشابها لذلك أمام الدنمارك ولكننا حاولنا. عندما يكون الأمر صعبا يكون ذلك صعبا كذلك. نحن نحاول لعب كرة قدم جميلة ولكن إذا لم تتمكن عليك أن تكون محكما. لدينا الكفاءة وإذا عاد أرين روبين سيكون لدينا قوة هجومية كبيرة. إننا نحاول ولكن هذا ليس سهلا أمام فريق من هذا النوع ويجب أن نسعد بتحقيق انتصارين. قال لاعب الوسط الهولندي رافائيل فان در فارت أن اللعب بهذه الطريقة كان صعبا للغاية أمام المنتخب الياباني الذي يدافع جيدا ولكن في النهاية فزنا 1/صفر ولدينا ست نقاط الآن وهذا شيء رائع. لدي شعور بأن الأمور ستصبح أفضل وعندما تفوز بمباريات سيئة فإن هذا يعني شيئا ما. قال المدافع يوريس ماثيسين أعتقد أن الفريق لعب جيدا. ربما لم تكن مباراة من الطراز الأول مثلما كنا نريد ولكن كي أكون صادقا كان بإمكاننا التقدم بهدفين أو ثلاثة أهداف. أعتقد أننا لعبنا جيدا في البطولة الأوروبية قبل عامين عندما كنا منتخبا رائعا وواجهنا بطل العالم ووصيفه حيث كان يجب علينا اللعب بهذه الطريقة لأنهما فريقان من الطراز الأول. أعتقد أننا سيطرنا على مجريات المباراة وهذا شعور جيد. ربما لم يبد الأمر كذلك أمام المشجعين ولكن على أرض الملعب لم نشعر أبدا بأن شباكنا ستتلقى هدفا أو أننا سنخسر المباراة وأعتقد أن هذه إشارة جيدة. عبر حارس مرمى المنتخب الياباني إيجي كواشيما عن ندمه في عدم قدرته على صد تسديدة لاعب الوسط الهولندي ويسلي شنايدر حيث قال أعتقد بأنني أخطأت في اختيار توقيت القفز نحو الكرة إلا أن إتجاه الكرة كانت غير واضحة بالنسبة لي لأنها أتت من خلف الدفاع، الآن علينا التركيز للجولة الأخيرة والتي ستعتمد بشكل كبير على فارق الأهداف. قال تاكيشي أوكادا المدير الفني للمنتخب الياباني حقا لم نكن نتوقع عدم التسجيل في شباك هولندا. لاعبونا يشعرون بالصدمة الآن.

### الكاميرون - الدنمارك
قلل المهاجم الكاميروني صامويل إيتو من قيمة انتصار المنتخب الياباني على منتخبه الكاميروني قائلا هدفه على مرمى منتخبنا أعتمد على الحظ فقط، في هذه المباراة كان مستوانا الفني أفضل من اليابان. خططنا التكتيكية لن تتغير أبداً لأننا فقط نحتاج لقليل من الحظ من أجل الانتصار على الدنمارك ولكن بشرط أن يكون مستوانا الفني نفس المستوى الذي ظهر أمام اليابان. طالب اللاعبون الكبار في المنتخب الكاميروني مدربهم الفرنسي بول لوجوين بإعادة النظر في اختياراته للاعبين في ظل اقتناعهم بأنه أشرك العديد من اللاعبين الصغار أمام اليابان. وقال لاعب خط الوسط أكيلي إيمانا ما رأيناه في المباريات الأخيرة نعتقد أن شيء يؤسف له أن يتم الدفع بالعديد من اللاعبين الصغار على حساب اللاعبين المخضرمين. لا يمكنهم تحمل نوعية الضغوط التي تأتي مع المشاركة في البطولات الكبرى مثل كأس العالم لهذا طلبنا من المدرب أن يعيد النظر في قائمة اللاعبين خلال مباراة الدنمارك بينما قال المدافع غايتان بونغ الفريق الياباني لم يكن مثاليا والأمر كله ليس مبنيا على الفوز، لسنا الفريق الأول الذي يخسر مباراة. هناك أشياء جيدة يجب العمل عليها، سنضع الأمور السيئة خلف ظهرنا وسنتقدم للظهور بشكل جيد في كأس العالم. أكد بول لوجوين مدرب المنتخب الكاميروني أنه سيبدأ مباراة فريقه أمام نظيره الدنماركي بثلاثة وجوه جديدة حيث قال ببساطة لم نلعب جيدا وكنا أقل بكثير من مستوانا المعهود، سأجري بعض التغييرات وسأجرب ثلاثة لاعبين جدد في التشكيل الأساسي، كما سأقوم ببعض التعديلات الأخرى. سأؤدي عملي كمدرب يقوم بوضع تشكيل الفريق، إنني على دراية تامة بكل مسئولياتي وعندما أرى أن خطتي لا تفلح أجري بعض التعديلات. غاب المهاجم يون دال توماسون عن تدريبات المنتخب الدنماركي بسبب إصابة في الفخذ وقال أتمنى أن أكون لائقا وهذا كل ما أفكر فيه. ظل مورتن أولسن المدير الفني للمنتخب الدنماركي متفائلا برغم الهزيمة أمام هولندا حيث قال لقد كان فوزا مستحقا لهولندا. الهدف الأول كان حاسما، لست حزينا لطريقة لعب فريقي، لقد حافظنا على شكلنا وصعبنا مهمة هولندا. بيندتنر شارك في ساعة ولكن هذه كانت أقصى مقدرته، وبرغم ذلك فإن ما رأيته يجعلني متفائلا بشأن المستقبل. بدأت المباراة في تمام الساعة الثامنة والنصف بالتوقيت المحلي. المنتخب الكاميروني ترجم تفوقه سريعا إلى هدف التقدم في الدقيقة العاشرة اثر تمريرة خاطئة من كريستيان بولسن وخطفها بيير ويبو ومررها بإتقان إلى صامويل إيتو داخل منطقة الجزاء حيث هيأها لنفسه دون مضايقة من الدفاع الدنماركي ثم سددها داخل الشباك على يمين الحارس. من إحدى الهجمات المرتدة السريعة التي اعتمد عليها المنتخب الدنماركي نجح نيكولاس بيندتنر في تسجيل هدف التعادل في الدقيقة 33. من إحدى الهجمات الدنماركية السريعة انطلق دينيس روميدال من ناحية اليمين في الدقيقة 61 وراوغ اللاعب البديل جان ماكون داخل حدود منطقة الجزاء ثم سددها بإتقان في الزاوية البعيدة إلى داخل الشباك على يمين الحارس الكاميروني محرزا هدف التقدم لتنتهي المباراة بفوز الدنمارك 2/1. تم اختيار مدافع منتخب الدنمارك دانييل آغر أفضل لاعب في المباراة. أكد بول لوجوين أنه لا يعتزم مطلقا الرحيل عن المنتخب برغم الخروج من الدور الأول لنهائيات كأس العالم بجنوب أفريقيا. أكد مارتن اولسن المدير الفني للمنتخب الدنماركي أن فريقه يتوجب عليه تطوير أداءه وإلا فإنه لن يعبر إلى الدور الثمن النهائي حيث قال لقد ارتكبنا حتى الآن العديد من الأخطاء البدائية. لا يمكنني أن أسمح للاعبين بذلك، يجب أن نصحح ذلك وبالتالي لم أكن سعيدا، بعض اللاعبين لم يظهروا بشكل جيد ولكنهم كافحوا. لقد أظهرنا الروح، لقد قلنا أننا نرغب في الفوز وهذا ما أظهرناه. هناك أشياء ارتكبناها اليوم لا نريد أن نفعلها مجددا بالطبع وسنتحدث إلى اللاعبين في الأيام المقبلة، كرة القدم لعبة الأخطاء، لقد استفادوا وسجلوا هدفا وكان بإمكانهم تسجيل المزيد من الأهداف. قال المدافع دانييل آغر كنا نعرف أنها مباراة سيئة من جانبنا خاصة في الشوط الأول ولم نلعب كفريق ولم نلعب بمثل الطريقة التي كان ينبغي أن نلعب بها من أجل التقدم في البطولة.

### الدنمارك - اليابان
أكد مورتن أولسن المدير الفني للمنتخب الدنماركي أن فريقه يتوجب عليه تطوير أداءه وإلا فإنه لن يعبر إلى الدور الثاني وأعرب أولسن عن سعادته بأداء فريقه برغم تحويل تأخره بهدف أمام الكاميرون إلى الفوز وأشاد اولسن بالمعركة البطولية في الدفاع والمجهود البدني المضني من جانب فريقه الذي خسر في مباراته الأولى أمام هولندا وقال المدافع دانييل آغر الفائز بجائزة رجل المباراة أن المدرب ليس عليه أن يقول للاعبين أنهم لم يلعبوا بشكل جيد. أكد مورتن اولسن المدير الفني للمنتخب الدنماركي أنه أيضا كان سيستبعد اللاعب الذي يقوم بمثل تصرف المهاجم الفرنسي نيكولاس أنيلكا الذي طرد من معسكر منتخب بلاده بعد أن أهان مدربه ريمون دومينيك وأكد المدرب أنه لم يكن ليتسامح إذا حدث في المعسكر الدنماركي مثل الموقف الذي حدث في المعسكر الفرنسي. قامت عدة صحف رياضية في الدنمارك بتحذير منتخبها الدنماركي من خطورة لاعب الوسط الياباني كيسوكي هوندا والذي سيتواجد في المباراة الحاسمة. أعلن مورتن أولسن المدير الفني للمنتخب الدنماركي أن دانييل ينسين سيغيب عن تشكيل الفريق كما تحوم الشكوك حول مشاركة نيكلاس بيندتنر في المباراة المقررة أمام المنتخب الياباني وخضع ينسن لعملية جراحية في وتر أخيل خلال البطولة الحالية بينما يعاني بيندتنر من مشكلات في الفخذ. أكد الظهير الأيسر للمنتخب الياباني يوتو ناغاتومو بأنه جاهز لمراقبة لاعب الوسط الدنماركي دينيس روميدال في المباراة الحاسمة لكلا المنتخبين ويعتمد المنتخب الياباني بشكل كبير على الظهير ناغاتومو في مراقبة أهم اللاعبين في المنتخبات المنافسة ففي المباراة الأولى تمكن ناغاتومو من إيقاف خطورة المهاجم الكاميروني صامويل إيتو لينجح منتخبه في كسب النقاط الثلاثة من الكاميرون وأيضا في المباراة الثانية نجح في إخفاء خطورة المهاجم الهولندي ديرك كاوت ليخرج المنتخب الياباني من المباراة خاسراً بهدف وحيد واعترف ناغاتومو بصعوبة مهمته القادمة وهي مراقبة روميدال والذي تمكن من قطع مسافة 26,70 كم بسرعة تصل إلى 25,47 ميل في الساعة بحسب إحصائيات الاتحاد الدولي لكرة القدم. بدأ لاعبي المنتخب الياباني في الاستعداد بشكل جدي لمواجهة منتخب الدنمارك في لقاء يعتبر حاسم لكلا المنتخبين لخطف المركز الثاني. تدريبات المنتخب الياباني كان قد شهد إراحة اللاعبين الأساسيين والذين شاركوا أمام هولندا وانتهت بخسارة اليابان بهدف وحيد دون رد بحيث أراد المدرب تاكيشي أوكادا إراحتهم من أجل إبعادهم عن الإرهاق ليتدرب بدلاً منهم لاعبي الاحتياط ومنهم لاعب الوسط شونسوكي ناكامورا. تلقى لاعب وسط المنتخب الياباني كيسوكي هوندا لتوبيخ شديد من إدارة المنتخب الياباني بعد أن حاول تجاهل مقابلة الجماهير وتحيتها بعد نهاية مباراة منتخبي هولندا واليابان والتي انتهت بخسارة اليابان بهدف وحيد دون رد. تعتبر سياسة تحية اللاعبين للجماهير بعد نهاية المباريات من الأساسيات التي يطبقها الإتحاد الياباني على لاعبي المنتخب الياباني وأيضا على الأندية اليابانية في البطولات المحلية والقارية بحيث يهدف الاتحاد المحلي إلى ترسيخ القيم والمبادئ في الملاعب كرة القدم سوى داخل اليابان أو خارجها. إلا أن هوندا خرق قانون الاتحاد الياباني بمحاولته الخروج من الملعب مبكراً وتجاهل تحية الجماهير اليابانية التي حضرت لملعب موزيس مابيدا والتي أقيم عليها لقاء اليابان وهولندا لتقوم إدارة المنتخب الياباني بتوبيخ هوندا قبل أن تعيده إجبارياً إلى الجماهير للاعتذار لها وتحيتها من جديد. تصرف هوندا المفاجئ خيم على أجواء معسكر المنتخب الياباني بحيث تخوف الجميع من دخول هوندا إلى مرحلة التكبر والأنانية بعد أن أصبحت صوره تتصدر الصحف العالمية بعد نجاحه في إحراز هدف الفوز بمرمى منتخب الكاميرون وبل خاف زملائه على مستقبل زميلهم هوندا بعد أن شاهدوا زميلهم يتحدث مع مدربه تاكيشي أوكادا بطريقة توحي بأنه لم يعد يتقبل قراراته إلا أن أوكادا رفض التأكيد على هذه المخاوف ولكنه أعترف في نفس الوقت بأنه بدأ يشكك في سلوكيات هوندا والتي تغيرت بعد نجاحه في هز شباك منتخب الكاميرون بالمباراة الأولى للمنتخب الياباني. بدأت المباراة في تمام الساعة الثامنة والنصف بالتوقيت المحلي. على عكس سير اللعب تقدم المنتخب الياباني بهدف في الدقيقة 17 عن طريق كيسوكي هوندا الذي سدد ضربة حرة مباشرة من مسافة أكثر من 30 ياردة ليسكنها الزاوية اليمنى لمرمى الحارس الدنماركي توماس سورينسن. حصل بير كرولدروب على بطاقة صفراء بعد عرقلته يوشيتو أوكوبو على بعد 25 مترا من المرمى وتقدم ياسوهيتو إندو لتسديد الضربة الحرة المباشرة ليضعها في أقصى الزاوية اليسرى لمرمى سورنسن معلنا عن الهدف الثاني لليابان في الدقيقة 31. حصل الفريق الدنماركي على ضربة جزاء بعد عرقلة ماكوتو هاسيبي لدانيل آجر في الدقيقة 80 وتقدم يون دال توماسون لتسديد ضربة الجزاء ولكن الحارس كاواشيما تصدى لها لينقض عليها توماسون مجددا ويسكنها الشباك. أسفر الهجوم الضاغط للمنتخب الياباني عن الهدف الثالث بعد مجهود رائع من هوندا الذي مر من اثنين من المدافعين بمهارة شديدة قبل أن يمرر إلى اللاعب البديل شينجي اوكازاكي المنفرد والذي لم يجد أي صعوبة في تسجيل هدف تأكيد الفوز. تم اختيار مهاجم منتخب اليابان كيسوكي هوندا أفضل لاعب في المباراة. وجهت أغلب الصحف الرياضية في الدنمارك انتقادات لاذعة بحق منتخبها الدنماركي بعد خروجه بسهولة من الدور الأول بخسارته أمام منتخب اليابان. الاستياء الدنماركي من خروج منتخبها من كأس العالم 2010 وصل إلى الجماهير والتي تواجدت في إحدى ساحات العاصمة كوبنهاغن لمتابعة المباراة وبلغت نحو 15 ألف مشجع بحيث قامت الجماهير بترك الساحة بعد ولوج الهدف الثالث بمرمى الدنمارك قبل أن تقوم بالاحتجاج على مستوى لاعبي منتخبها الذين خيبوا ظنهم خرجوا بسهولة من منافسات كأس العالم. عمت حالة من الفرح المشوب بالحذر أرجاء معسكر المنتخب الياباني بعد التأهل عن جدارة إلى دور الثمن النهائي عبر الفوز على الدنمارك وقال تاكيشي اوكادا المدير الفني للمنتخب الياباني تم تحقيق الهدف الأول فيما يتطلع كيسوكي هوندا إلى ما هو أبعد من ذلك. احتفلت الجماهير اليابانية بتأهل منتخبها إلى الدور الثاني بعد نجاحه في التغلب على منافسه الدنماركي ليتأهل لهذا الدور للمرة الثانية في تاريخه والأولى له خارج بلاده. أقترح حاكم محافظة أوساكا اليابانية تورو هاشيموتو بتكريم لاعبي المنتخب الياباني كيسوكي هوندا وياسوهيتو إيندو الذين نجحا في إحراز هدفي الأول والثاني بمرمى منتخب الدنمارك لينتصر اليابان 3/1 ويتأهل للدور الثاني. اقتراح حاكم محافظة أوساكا بتكريم اللاعبان فقط أتت لانتمائهم لهذه المحافظة بحيث ولد هوندا بمدينة سيتسو والتي تنتمي لمحافظة أوساكا أما عن إيندو والذي ولد بمدينة كاغوشيما بمحافظة كاغوشيما.

### الكاميرون - هولندا
انغمست العاصمة الكاميرونية ياوندي في حالة من البؤس حيث فشلت الأسود التي لا تقهر في إثبات أحقيتها بهذا اللقب وأصبحت أول فريق يودع نهائيات كأس العالم وعادت الجموع إلى مساكنها قادمة من الحانات وساحات المشجعين التي انتشرت بها الشاشات العملاقة في حالة من الصمت بعد مشاهدة فريقهم يخسر أمام الدنمارك وبمجرد انطلاق صفارة النهاية رحل المشجعين دون أن يتفوهوا بأي كلمة لتصبح الشوارع خالية من المارة سريعا. اعترف الفرنسي بول لوجوين المدير الفني للمنتخب الكاميروني بأنه المسئول عن الخروج المبكر من نهائيات كاس العالم وكانت الكاميرون تصنف على أنها أقوى فريق في المونديال ولكن الكاميرون خرجت سريعا من البطولة بعد الهزيمة أمام اليابان والدنمارك وتعرض لوجوين لانتقادات لاذعة في الكاميرون بسبب اختياراته للاعبين وخاصة قرار عدم الدفع بلاعب الوسط أليكساندر سونغ منذ بداية مباراة اليابان ورفض لوجوين الكشف عن تفاصيل أسباب الأداء الباهت لفريقه وكذلك للفرق الأفريقية الأخرى في أول كأس عالم تقام في القارة السمراء واكتفى المدرب الفرنسي بالقول لم تكن مصادفة أن تتعثر الفرق الأفريقية، غانا وحدها التي تمتلك فرصة واقعية للتأهل إلى دور الثمن النهائي حيث أن التعادل مع ألمانيا سيضمن للفريق التأهل وكذلك رفض لوجوين التعليق عن التقارير التي ربطته بمنصب المدير الفني لمنتخب أستراليا برغم أن مباراة هولندا ستكون الأخيرة له مع أسود الكاميرون واكتسب المدرب شعبيته من خلال ثلاثة أعوام ناجحة قضاها مع ليون ولكن فشل في تحقيق نفس النجاح منذ رحيله في 2005 وبرغم الإخفاق أكد لوجوين أنه سيشجع لاعبيه على الحفاظ على بعض الهيبة أمام فريق يعد أحد المرشحين لنيل اللقب. انتقد نجم كرة القدم الكاميروني السابق روجيه ميلا مجددا مواطنه صامويل إيتو مهاجم المنتخب الكاميروني حاليا. فضل بيرت فان مارفيك المدير الفني للمنتخب الهولندي عدم الدفع بلاعبه أرين روبين العائد من الإصابة حديثا ضمن التشكيل الأساسي للفريق خلال مباراته أمام نظيره الكاميروني ولم يشارك روبن مع الفريق خلال مباراتيه السابقتين اللتين حقق فيهما الفوز على الدنمارك واليابان حيث حجز الفريق مقعده في الدور الثاني وعاد روبن مؤخرا للمشاركة في تدريبات الفريق بعد تعافيه من الإصابة التي تعرض لها خلال المباراة الودية التي خاضها الفريق أمام المجر ولكن فان مارفيك أكد أنه سينتظر حتى صباح يوم المباراة ليتخذ القرار النهائي بشأن مشاركته. بدأت المباراة في تمام الساعة الثامنة والنصف بالتوقيت المحلي. توالت الهجمات الهولندية حتى نجح المنتخب الهولندي في تسجيل هدف التقدم في الدقيقة 36 بعدما تبادل روبن فان بيرسي الكرة مع رافائيل فان در فارت قبل أن يخترق فان بيرسي الدفاع الكاميروني ويسدد الكرة من بين قدمي الحارس الكاميروني إلى داخل الشباك. سدد جيريمي نجيتاب ضربة حرة احتسبت للمنتخب الكاميروني في الدقيقة 64 خارج منطقة الجزاء في مواجهة المرمى الهولندي ولكنها اصطدمت بيد فان دير فارت داخل منطقة الجزاء ليطلق الحكم التشيلي بابلو بوزو صفارته معلنا عن ضربة جزاء للمنتخب الكاميروني وسدد صامويل إيتو ضربة الجزاء ليسجل منها هدف التعادل 1/1. في الوقت الذي سعى فيه المنتخب الكاميروني لتسجيل هدف الفوز شهدت الدقيقة 83 هدف التقدم للمنتخب الهولندي بهجمة مرتدة سريعة أنهاها آريين روبن بتسديدة صاروخية أطلقها بيسراه من خارج منطقة الجزاء ولكنها ارتدت من القائم على يمين الحارس الكاميروني لترتد في الاتجاه الآخر إلى كلاس يان هونتيلار الذي أودعها في المرمى الخالي من حارسه. تم اختيار مهاجم منتخب هولندا روبين فان بيرسي أفضل لاعب في المباراة. أعلن الفرنسي بول لوجوين المدير الفني للمنتخب الكاميروني استقالته من منصبه عقب خروج الفريق من بطولة كأس العالم التي تستضيفها جنوب أفريقيا حاليا إثر خسارة الفريق في المباريات الثلاث التي خاضها في الدور الأول. يرى لاعب الوسط الهولندي ويسلي شنايدر أن روح الفريق القوية هي أبرز أسباب نجاح المنتخب الهولندي وقال صانع الألعاب إنه يأمل في عودة لاعب الوسط آريين روبن للمشاركة بشكل سريع. أعرب أريين روبن لاعب وسط المنتخب الهولندي عن سعادته بالعودة إلى اللعب خلال المباراة التي فاز فيها منتخب بلاده على نظيره الكاميروني 2/1 رغم تأكيده على أنه لم يستعد كامل لياقته بعد شفائه من الإصابة.

## هولندا × الدنمارك
| هولندا                                    | 2 – 0   | الدنمارك |
| ----------------------------------------- | ------- | -------- |
| دانييل آغر 46' (في مرماه) · ديرك كاوت 85' | التقرير |          |

| هولندا | الدنمارك |

| هولندا:         |    |                        |     |     |
|                 |    |                        |     |     |
| GK              | 1  | مارتن ستيكلنبيرغ       |     |     |
| DF              | 2  | جريجوري فان در فيل     |     |     |
| DF              | 3  | جون هيتينغا            |     |     |
| DF              | 4  | يوريس ماثيسين          |     |     |
| DF              | 5  | جيوفاني فان برونكهورست |     |     |
| MF              | 6  | مارك فان بوميل         |     |     |
| MF              | 8  | نايجل دي يونغ          | 44' | 88' |
| MF              | 10 | ويسلي شنايدر           |     |     |
| MF              | 23 | رافائيل فان در فارت    |     | 67' |
| FW              | 7  | ديرك كاوت              |     |     |
| FW              | 9  | روبن فان بيرسي         | 49' | 77' |
| البدلاء:        |    |                        |     |     |
| FW              | 17 | إلييرو إليا            |     | 67' |
| MF              | 20 | إبراهيم أفيلاي         |     | 77' |
| MF              | 14 | ديمي دي زو             |     | 88' |
| المدرب:         |    |                        |     |     |
| برت فان مارفايك |    |                        |     |     |

| الدنمارك:   |    |                 |     |     |
|             |    |                 |     |     |
| GK          | 1  | توماس سورينسن   |     |     |
| DF          | 3  | سيمون كيير      | 63' |     |
| DF          | 4  | دانييل آغر      |     |     |
| DF          | 6  | لارس جاكوبسين   |     |     |
| DF          | 15 | سايمون بولس     |     |     |
| MF          | 2  | كريستيان بولسن  |     |     |
| MF          | 10 | مارتن يورغنسن   |     |     |
| MF          | 12 | توماس كالينبيرغ |     | 73' |
| MF          | 19 | دينيس روميدال   |     |     |
| MF          | 20 | توماس إنيفولدسن |     | 56' |
| FW          | 11 | نيكولاس بيندتنر |     | 62' |
| البدلاء:    |    |                 |     |     |
| MF          | 8  | يسبر غرونكيار   |     | 56' |
| FW          | 17 | ميكيل بيكمان    |     | 62' |
| MF          | 21 | كريستيان اريكس  |     | 73' |
| المدرب:     |    |                 |     |     |
| مورتن أولسن |    |                 |     |     |

| رجل المباراة: ويسلي شنايدر مساعدي الحكم: إيريك دانسولت. لوران أوجو. الحكم الرابع: روبيرتو روزيتي. |

## اليابان × الكاميرون
| اليابان          | 1 – 0   | الكاميرون |
| ---------------- | ------- | --------- |
| كيسوكي هوندا 39' | التقرير |           |

| اليابان | الكاميرون |

| اليابان:      |    |                     |       |     |
|               |    |                     |       |     |
| GK            | 21 | إيجي كاواشيما       |       |     |
| DF            | 3  | يوتشي كومانو        |       |     |
| DF            | 4  | ماركوس توليو تاناكا |       |     |
| DF            | 5  | يوتو ناجاتومو       |       |     |
| DF            | 22 | يوجي ناكازاوا       |       |     |
| MF            | 2  | يوكي أبي            | 90+1' |     |
| MF            | 7  | ياسوهيتو إندو       |       |     |
| MF            | 8  | دايسوكي ماتسوي      |       | 68' |
| MF            | 17 | ماكوتو هاسيبي       |       | 88' |
| MF            | 18 | كيسوكي هوندا        |       |     |
| FW            | 16 | يوشيتو أوكوبو       |       | 81' |
| البدلاء:      |    |                     |       |     |
| FW            | 9  | شينجي أوكازاكي      |       | 68' |
| FW            | 12 | كيشو يانو           |       | 81' |
| MF            | 20 | جونيتشي إيناموتو    |       | 88' |
| المدرب:       |    |                     |       |     |
| تاكيشي أوكادا |    |                     |       |     |

| الكاميرون: |    |                          |     |     |
|            |    |                          |     |     |
| GK         | 16 | سليمانو حميدو            |     |     |
| DF         | 2  | بينوت أسو إكوتو          |     |     |
| DF         | 3  | نيكولاس نكولو            | 72' |     |
| DF         | 5  | سباستيان باسونج          |     |     |
| DF         | 19 | ستيفان مبيا              |     |     |
| MF         | 11 | جان ماكون                |     | 75' |
| MF         | 18 | إيونج إنوه               |     |     |
| MF         | 21 | جويل ماتيب               |     | 63' |
| FW         | 9  | صامويل إيتو              |     |     |
| FW         | 13 | إريك ماكسيم تشوبو موتينغ |     | 75' |
| FW         | 15 | بيير ويبو                |     |     |
| البدلاء:   |    |                          |     |     |
| MF         | 10 | أكيلي إيمانا             |     | 63' |
| MF         | 8  | جيرمي                    |     | 75' |
| FW         | 17 | محمدو إدريسو             |     | 75' |
| المدرب:    |    |                          |     |     |
| بول لوجوين |    |                          |     |     |

| أفضل لاعب في المباراة: كيسوكي هوندا مساعدي الحكم: خوسيه مانويل سيلفا بيرتيمو ك ميراندا الحكم الرابع: أوسكار رويز |

## هولندا × اليابان
| هولندا           | 1 – 0   | اليابان |
| ---------------- | ------- | ------- |
| ويسلي شنايدر 53' | التقرير |         |

| هولندا | اليابان |

| هولندا:         |    |                        |     |     |
|                 |    |                        |     |     |
| GK              | 1  | مارتن ستيكلنبيرغ       |     |     |
| RB              | 2  | جريجوري فان در فيل     | 36' |     |
| CB              | 3  | جون هيتينغا            |     |     |
| CB              | 4  | يوريس ماثيسين          |     |     |
| LB              | 5  | جيوفاني فان برونكهورست |     |     |
| CM              | 6  | مارك فان بوميل         |     |     |
| CM              | 8  | نايجل دي يونغ          |     |     |
| AM              | 10 | ويسلي شنايدر           |     | 83' |
| RW              | 7  | ديرك كاوت              |     |     |
| LW              | 23 | رافائيل فان در فارت    |     | 72' |
| CF              | 9  | روبن فان بيرسي         |     | 88' |
| البدلاء:        |    |                        |     |     |
| FW              | 17 | إلييرو إليا            |     | 72' |
| MF              | 20 | إبراهيم أفيلاي         |     | 83' |
| FW              | 21 | كلاس يان هونتيلار      |     | 88' |
| المدرب:         |    |                        |     |     |
| برت فان مارفايك |    |                        |     |     |

| اليابان:      |    |                     |  |     |
|               |    |                     |  |     |
| GK            | 21 | إيجي كاواشيما       |  |     |
| RB            | 5  | يوتو ناجاتومو       |  |     |
| CB            | 22 | يوجي ناكازاوا       |  |     |
| CB            | 4  | ماركوس توليو تاناكا |  |     |
| LB            | 3  | يوتشي كومانو        |  |     |
| DM            | 2  | يوكي أبي            |  |     |
| CM            | 17 | ماكوتو هاسيبي       |  | 77' |
| CM            | 7  | ياسوهيتو إندو       |  |     |
| RW            | 8  | دايسوكي ماتسوي      |  | 64' |
| LW            | 16 | يوشيتو أوكوبو       |  | 77' |
| CF            | 18 | كيسوكي هوندا        |  |     |
| البدلاء:      |    |                     |  |     |
| MF            | 10 | شونسوكي ناكامورا    |  | 64' |
| FW            | 9  | شينجي أوكازاكي      |  | 77' |
| FW            | 11 | كيجي تامادا         |  | 77' |
| المدرب:       |    |                     |  |     |
| تاكيشي أوكادا |    |                     |  |     |

| رجل المباراة: ويسلي شنايدر مساعدي الحكم: ريكاردو كأساس هيرنان مايدانا الحكم الرابع: مارتن هانسون الحكم الخامس: هينريك أندرن |

## الكاميرون × الدنمارك
| الكاميرون       | 1 – 2   | الدنمارك                               |
| --------------- | ------- | -------------------------------------- |
| صامويل إيتو 10' | التقرير | 33'نيكولاس بيندتنر · 61' دينيس روميدال |

| الكاميرون | الدنمارك |

| الكاميرون: |    |                 |     |     |
|            |    |                 |     |     |
| GK         | 16 | سليمانو حميدو   |     |     |
| RB         | 19 | ستيفان مبيا     | 75' |     |
| CB         | 3  | نيكولاس نكولو   |     |     |
| CB         | 5  | سباستيان باسونج | 49' | 72' |
| LB         | 2  | بينوت أسو إكوتو |     |     |
| CM         | 8  | جيرمي           |     |     |
| CM         | 18 | إيونج إنوه      |     | 46' |
| RM         | 6  | أليكساندر سونغ  |     |     |
| LM         | 10 | أكيلي إيمانا    |     |     |
| SS         | 15 | بيير ويبو       |     | 78' |
| CF         | 9  | صامويل إيتو     |     |     |
| البدلاء:   |    |                 |     |     |
| MF         | 11 | جان ماكون       |     | 46' |
| FW         | 17 | محمدو إدريسو    |     | 72' |
| FW         | 23 | فينسنت أبوبكر   |     | 78' |
| المدرب:    |    |                 |     |     |
| بول لوجوين |    |                 |     |     |

| الدنمارك:   |    |                 |     |     |
|             |    |                 |     |     |
| GK          | 1  | توماس سورينسن   | 86' |     |
| RB          | 6  | لارس جاكوبسين   |     |     |
| CB          | 3  | سيمون كيير      | 87' |     |
| CB          | 4  | دانييل آغر      |     |     |
| LB          | 15 | سايمون بولس     |     |     |
| DM          | 2  | كريستيان بولسن  |     |     |
| CM          | 8  | يسبر غرونكيار   |     | 67' |
| CM          | 10 | مارتن يورغنسن   |     | 46' |
| RW          | 19 | دينيس روميدال   |     |     |
| LW          | 9  | يون دال توماسون |     | 86' |
| CF          | 11 | نيكولاس بيندتنر |     |     |
| البدلاء:    |    |                 |     |     |
| MF          | 7  | دانييل ينسين    |     | 46' |
| MF          | 12 | توماس كالينبيرغ |     | 67' |
| MF          | 14 | ياكوب بولسن     |     | 86' |
| المدرب:     |    |                 |     |     |
| مورتن أولسن |    |                 |     |     |

| رجل المباراة: دانييل آغر مساعدي الحكم: بابلو فاندبن ماوريتشيو إسبينوسا الحكم الرابع: بيتر أوليري |

## الدنمارك × اليابان
| الدنمارك            | 1 – 3 | اليابان                                                   |
| ------------------- | ----- | --------------------------------------------------------- |
| يون دال توماسون 81' | تقرير | كيسوكي هوندا 17' · ياسوهيتو إندو 30' · شينجي أوكازاكي 87' |

| الدنمارك | اليابان |

| الدنمارك:   |    |                  |     |     |
|             |    |                  |     |     |
| حارس مرمى   | 1  | توماس سورينسن    |     |     |
| ظهير أيمن   | 6  | لارس جاكوبسين    |     |     |
| قلب دفاع    | 4  | دانييل آغر       |     |     |
| قلب دفاع    | 13 | بير كرولدروب     | 29' | 56' |
| ظهير أيسر   | 15 | سيمون بولسين     |     |     |
| وسط مدافع   | 2  | كريستيان بولسن   | 48' |     |
| وسط أيمن    | 10 | مارتن يورغنسن    |     | 34' |
| وسط أيسر    | 12 | توماس كالينبيرغ  |     | 63' |
| مهاجم خلفي  | 9  | يون دال توماسون  |     |     |
| مهاجم خلفي  | 19 | دينيس روميدال    |     |     |
| مهاجم       | 11 | نيكلاس بيندتنر   | 66' |     |
| البدلاء:    |    |                  |     |     |
| وسط         | 14 | ياكوب بولسين     |     | 34' |
| مهاجم       | 18 | سورين لارسين     |     | 56' |
| وسط         | 21 | كريستيان إريكسين |     | 63' |
| المدرب:     |    |                  |     |     |
| مورتن أولسن |    |                  |     |     |

| اليابان:      |    |                     |     |       |
|               |    |                     |     |       |
| حارس مرمى     | 21 | إيجي كاواشيما       |     |       |
| ظهير أيمن     | 3  | يوتشي كومانو        |     |       |
| قلب دفاع      | 22 | يوجي ناكازاوا       |     |       |
| قلب دفاع      | 4  | ماركوس توليو تاناكا |     |       |
| ظهير أيسر     | 5  | يوتو ناغاتومو       | 26' |       |
| وسط مدافع     | 2  | يوكي أبي            |     |       |
| وسط محوري     | 8  | دايسوكي ماتسوي      |     | 74'   |
| وسط محوري     | 7  | ياسوهيتو إندو       | 12' | 90+1' |
| جناح أيمن     | 17 | ماكوتو هاسيبي       |     |       |
| جناح أيسر     | 16 | يوشيتو أوكوبو       |     | 88'   |
| مهاجم         | 18 | كيسوكي هوندا        |     |       |
| البدلاء:      |    |                     |     |       |
| مهاجم         | 9  | شينجي أوكازاكي      |     | 74'   |
| مدافع         | 15 | ياسوكوي كونو        |     | 88'   |
| وسط           | 20 | جونيتشي إناموتو     |     | 90+1' |
| المدرب:       |    |                     |     |       |
| تاكيشي أوكادا |    |                     |     |       |

| أفضل لاعب في المباراة: كيسوكي هوندا (اليابان) مساعد الحكم: سيليستين نتاغونغيرا (رواندا) إنوك موليفي (جنوب أفريقيا) الحكم الرابع: مارتن هانسون (السويد) الحكم الخامس: هينريك أندرين (السويد) |

## الكاميرون × هولندا

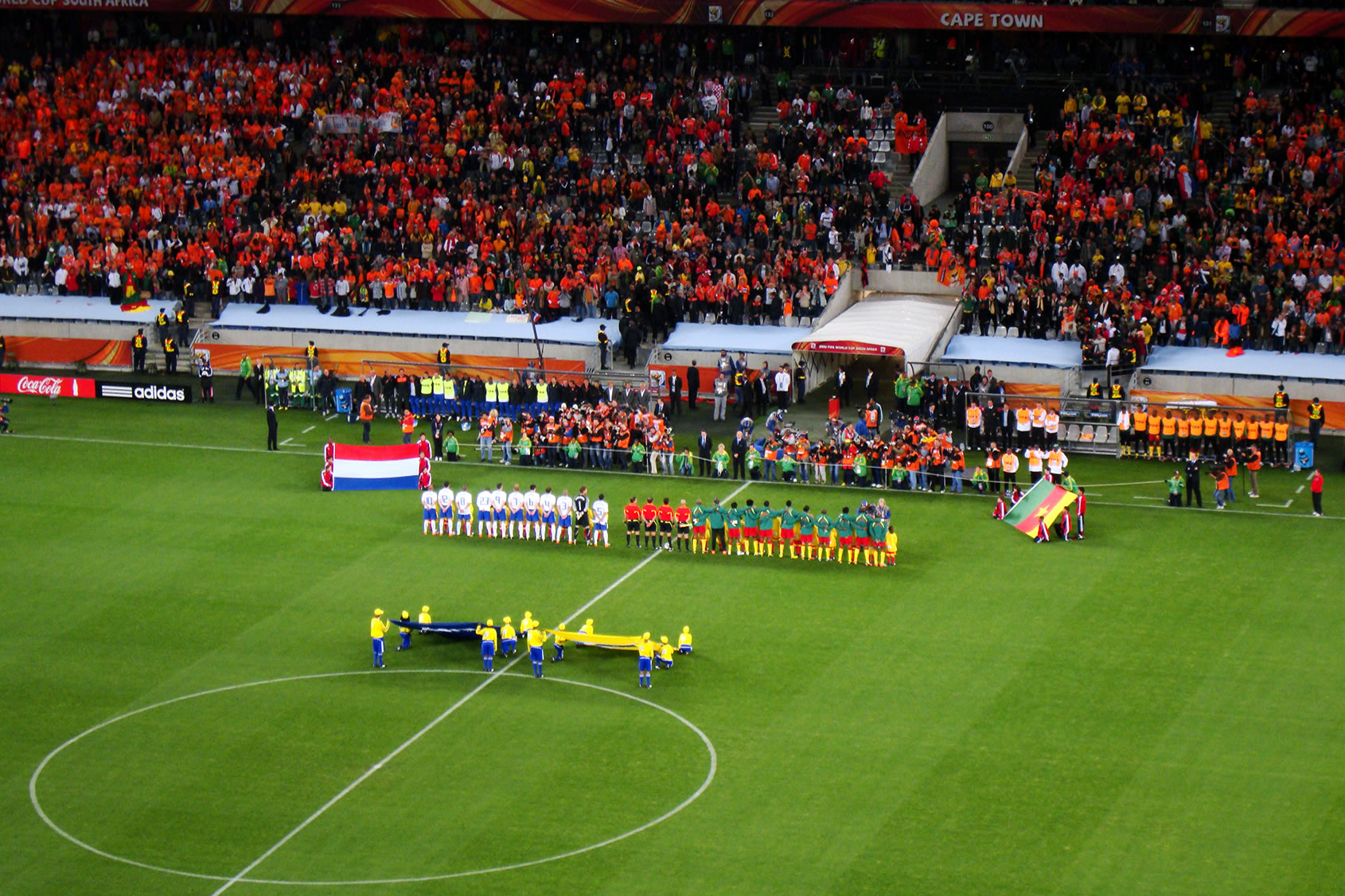
لاعبو هولندا والكاميرون يصطفون قبل بداية المباراة.

| الكاميرون               | 1 – 2 | هولندا                                     |
| ----------------------- | ----- | ------------------------------------------ |
| صامويل إيتو 65' (ركلة.) | تقرير | روبن فان بيرسي 36' · كلاس يان هونتيلار 83' |

| الكاميرون | هولندا |

| الكاميرون: |    |                          |     |     |
|            |    |                          |     |     |
| حارس مرمى  | 16 | سليمانو حميدو            |     |     |
| ظهير أيمن  | 8  | جيريمي نجيتاب            |     |     |
| قلب دفاع   | 19 | ستيفان مبيا              | 81' |     |
| قلب دفاع   | 3  | نيكولاس نكولو            | 25' | 73' |
| ظهير أيسر  | 2  | بينوت أسو إكوتو          |     |     |
| وسط أيمن   | 11 | جان ماكون                |     |     |
| وسط محوري  | 14 | أوريليان شيدجو           |     |     |
| وسط محوري  | 7  | لاندري نغويمو            |     |     |
| وسط أيسر   | 12 | غايتان بونغ              |     | 56' |
| مهاجم      | 9  | صامويل إيتو              |     |     |
| مهاجم      | 13 | إريك ماكسيم تشوبو موتينغ |     | 72' |
| البدلاء:   |    |                          |     |     |
| مهاجم      | 23 | فينسينت أبوبكر           |     | 56' |
| مهاجم      | 17 | محمدو إدريسو             |     | 72' |
| مدافع      | 4  | ريغوبرت سونغ             |     | 73' |
| المدرب:    |    |                          |     |     |
| بول لوجوين |    |                          |     |     |

| هولندا:         |    |                        |     |     |
|                 |    |                        |     |     |
| حارس مرمى       | 1  | مارتن ستيكلنبيرغ       |     |     |
| ظهير أيمن       | 12 | خالد بولحروز           |     |     |
| قلب دفاع        | 3  | جون هيتينغا            |     |     |
| قلب دفاع        | 4  | يوريس ماثيسين          |     |     |
| ظهير أيسر       | 5  | جيوفاني فان برونكهورست | 70' |     |
| وسط محوري       | 6  | مارك فان بوميل         |     |     |
| وسط محوري       | 8  | نايجل دي يونغ          |     |     |
| جناح أيمن       | 7  | ديرك كاوت              | 17' | 66' |
| وسط مهاجم       | 10 | ويسلي شنايدر           |     |     |
| جناح أيسر       | 23 | رافائيل فان در فارت    | 65' | 73' |
| مهاجم           | 9  | روبن فان بيرسي         |     | 59' |
| البدلاء:        |    |                        |     |     |
| مهاجم           | 21 | كلاس يان هونتيلار      |     | 59' |
| مهاجم           | 17 | إلييرو إليا            |     | 66' |
| مهاجم           | 11 | أرين روبين             |     | 73' |
| المدرب:         |    |                        |     |     |
| بيرت فان مارفيك |    |                        |     |     |

| أفضل لاعب في المباراة: روبن فان بيرسي (هولندا) مساعد الحكم: باتريسيو باسوالتو (تشيلي) فرانشيسكو موندريا (تشيلي) الحكم الرابع: خليل الغامدي (السعودية) الحكم الخامس: صالح المرزوقي (الإمارات) |